# Бекім Сейранович
Бекім Сейранович (30 квітня 1972, Брчко — 21 травня 2020, Баня-Лука— норвезький, боснійський та хорватський письменник

## Біографія
Бекім Сейранович народився 30 квітня 1972 року в Брчко. У 1985 році він переїхав до Рієки, де відвідував морську школу та вивчав хорватську мову. З 1993 року він живе в Осло, Норвегія, де здобув ступінь магістра з південнослов'янської літератури на історико-філософському факультеті.
Він помер 21 травня 2020 року]в Баня-Луці у віці 49 років. Отримавши цю новину, посольство Боснії та Герцеговини в Празі того ж дня опустило прапор Боснії та Герцеговини в жалобі за передчасно померлим письменником.

## Творча діяльність
Сейранович переклав твори Інгвара Амбьорнсена та Фроде Гріттена з норвезької мови, підготував і переклав антологію норвезьких оповідань «Великий пустельний пейзаж». Він — автор дослідження "Модернізму романі Янко Поліча Камова «Злитий трюм», книги оповідань «Фасунг», а також романів «Нікуди, нізвідки» та «Гарніший кінець».

## Досягнення. Відзнаки
- Бекім Сейранович є членом Хорватської асоціації письменників.
- 2009 рік — за роман «Нікуди, нізвідки» отримав премію Меші Селімовича за найкращий роман, опублікований у Боснії і Герцеговині, Хорватії, Сербії та Чорногорії.
- 2011 рік — зняв документальний фільм «Від Токіо до Морави» з японським режисером Моку Тераокімом[4]

Останньою його історією, написаною та опублікованою перед смертю, була «Міс Мізері на острові Сусак». Твір був написаний в рамках проекту EPK Рієка 2020, під час якого автор місяць провів у резиденції на острові Сусак навесні 2019 року

## Фільмографія
- Від Токіо до Морави (подорож, Бекім Сейранович (сценарист) та Моку Тераока (режисер), 2011).)